# Candovia robinsoni
Candovia robinsoni is een insect uit de orde Phasmatodea en de  familie Diapheromeridae. De wetenschappelijke naam van deze soort is voor het eerst geldig gepubliceerd in 2007 door Brock & Hasenpusch.
1. ↑  (en) Candovia robinsoni op de IUCN Red List of Threatened Species.